# Dance Music Award
Der Dance Music Award (DMA), auch German Dance Award genannt, war ein deutscher Musikpreis für Dance-Musik, Clubkultur und Lifestyle.
Der Preis wurde erstmals am 19. Januar 2000 im Hamburger Imperial Theater vergeben. Die Verleihung des Preises richtete sich nach der Jahresauswertung der Deutschen Dance Charts, der Trendcharts und den Vinyl-Verkaufszahlen des Musikvertriebs Discomania GmbH. Organisatoren des Preises waren Musikfirmen und Promotionsagenturen. Die Verleihung wurde alljährlich vom Fernsehsender VIVA übertragen.

## Preisträger

### 2000 (Januar)
- Blank & Jones, in der Kategorie „Bester nationaler Single Act aus den DDC“
- Darude, in der Kategorie „Bester Dance Hit“ (Sandstorm) und „Bester internationaler Single Act aus den DDC“
- Knee Deep, in der Kategorie „Bester Remixer“
- Delerium feat. Sarah McLachlan, in der Kategorie „Critics Choice Track“ (Silence)
- Der dritte Raum, in der Kategorie „Der Discomaniac“ (Trommelmaschine)
- Diesel, in der Kategorie „Fashion“
- Elektrochemie LK, in der Kategorie „Bester nationaler Vinyl Sales Hit“ und „Bestes Video“ (Schall)
- Evosonic, in der Kategorie „Bestes Medium“
- Kontor Records, in der Kategorie „Bestes nationales Exportlabel von Discomania“
- Timo Maas, in der Kategorie „Bester DJ national“
- Milk & Sugar Recordings, in der Kategorie „T-D1 Independent Label“
- Modjo, in der Kategorie „Bester Newcomer“
- Mauro Picotto, in der Kategorie „Bester Produzent“, „Bester DJ international“ und „Bester Radio Dance Hit“ (Komodo (Save a Soul))
- Ian Pooley, in der Kategorie „Bestes Album“ (Since Then)
- Marc Schilkowski, in der Kategorie „Artwork & Visuals“
- Stammheim, in der Kategorie „Bester Club“
- Jens Thele, in der Kategorie „A&R“
- Urban 2000, in der Kategorie „Bestes nationales Label aus den DDC“
- Sven Väth, in der Kategorie „T-D1 Lifetime Award“
- Niels van Gogh, in der Kategorie „Der Discomaniac“ (Pulverturm)
- Various Artists, in der Kategorie „Beste Compilation“ (Global Underground)
- und sämtliche Einzelhändler, in der Kategorie „Händler“[2]

### 2000 (Dezember)
- Azzido Da Bass, in der Kategorie „Discomaniac“ (Dooms Night)
- Blank & Jones, in der Kategorie „Erfolgreichster nationaler Single Act“
- Daft Punk, in der Kategorie „Erfolgreichstes Album“ (Discovery) und „Radio Dance Hit“ (One More Time)
- Boris Dlugosch, in der Kategorie „Bester DJ national“
- DJ Hell, in der Kategorie „Erfolgreichster nationaler A&R“
- DJ Rush, in der Kategorie „Bester DJ international“
- Group, in der Kategorie „Artwork & Visuals“
- Levi’s, in der Kategorie „Fashion“
- Chris Liebing, in der Kategorie „Bester Produzent“ und „Beste Compilation“ (U60311 - Techno Division Vol. 1)
- Malaria! vs. Chicks on Speed, in der Kategorie „Erfolgreichster nationaler Vinyl-Sales Hit“ (Kaltes klares Wasser)
- Radio Sunshine Live, in der Kategorie „Medium“
- Safri Duo, in der Kategorie „Erfolgreichster internationaler Single Act“
- Roger Sanchez, in der Kategorie „Bestes Video“ (Another Chance)
- Soma Quality Recordings, in der Kategorie „Bestes internationales Label“
- Superstar Recordings, in der Kategorie „Bestes nationales Label“
- Sylver, in der Kategorie „Erfolgreichster Dance Hit“ (Turn the Tide)
- Danny Tenaglia, in der Kategorie „Best Remix“ (I Feel Loved (Danny Tenaglia’s Labor of Love Mix))
- Tok Tok, in der Kategorie „Bester Newcomer“
- Tok Tok vs. Soffy O, in der Kategorie „Critics Choice Track“ (Missy Queen’s Gonna Die)
- Underground Solution Hamburg, in der Kategorie „Bester Händler“
- WestBam, in der Kategorie „Lifetime Award“
- WMF Berlin, in der Kategorie „Bester Club“[3]

### 2003
- 2 Many DJs, in der Kategorie „Beste Compilation“ (As Heard On Radio Soulwax Vol. 2)
- 2raumwohnung, in der Kategorie „Erfolgreichstes Dance Album“ (In wirklich)
- Groove Coverage, in der Kategorie „Erfolgreichster Dance Act national“
- Torsten Fenslau, in der Kategorie „Lifetime Achievement“
- Richie Hawtin, in der Kategorie „Bester DJ international“
- International Pony, in der Kategorie „Entdeckung des Jahres“
- Klaus Jankuhn und Maximilian Lenz, in der Kategorie „Bester Produzent“
- Chris Liebing, in der Kategorie „Bester DJ national“
- Nature One, in der Kategorie „Bestes Event“
- Panjabi MC, in den Kategorien „Erfolgreichster Newcomer“ und „Erfolgreichster Dance Hit“ (Mundian To Bach Ke)
- Scooter, in der Kategorie „Erfolgreichster nationaler Dance Act im Ausland“
- Sylver, in der Kategorie „Erfolgreichster Dance Act international“
- Tomcraft, in den Kategorien „Bester Dance Track“, „Radio Dance Hit“ (Loneliness) und „Bestes Dance-Album“ (Muc)
- Tribehouse, in der Kategorie „Bester Club national“
- WestBam & Nena, in der Kategorie „Bestes Video“ (Oldskool Baby)[4]